# Aleksandr Veledinskij
Aleksandr Veledinskij (russisk: Александр Алексеевич Велединский) (født 27. juli 1959 i Nisjnij Novgorod i Sovjetunionen) er en russisk filminstruktør og manuskriptforfatter.

## Filmografi
- Russkoje (Русское, 2004)[1][2]
- Zjivoj (Живой, 2006)
- Geograf globus propil (Географ глобус пропил, 2013)